# Dinwiddie (Virginia)
Dinwiddie település az Amerikai Egyesült Államok Virginia államában, Dinwiddie megyében, melynek megyeszékhelye is. Lakosainak száma 619 fő (2020. április 1.).

## Népesség
A település népességének változása:

| 2020 | 619 |